# Моймента-ди-Масейра-Дан
Моймента-де-Масейра-Дан (порт. Moimenta de Maceira Dão)  —  район (фрегезия) в Португалии,  входит в округ Визеу. Является составной частью муниципалитета  Мангуалди. Находится в составе крупной городской агломерации Большое Визеу. По старому административному делению входил в провинцию Бейра-Алта. Входит в экономико-статистический  субрегион Дан-Лафойнш, который входит в Центральный регион. Население составляет 664 человека на 2001 год. Занимает площадь 6,39 км².
Покровителем района считается Дева Мария (порт. Nossa Senhora das Neves). 